# ژیویتسا (پوژارواتس)
ژیویتسا (به صربی: Živica) یک منطقهٔ مسکونی در صربستان است که در ناحیه برانیچوو واقع شده‌است. ژیویتسا ۷۲۸ نفر جمعیت دارد.